# Code::Blocks
Code::Blocks — вільне багатоплатформне середовище розробки програмного забезпечення. Code::Blocks написане на C++ і використовує бібліотеку wxWidgets. Маючи відкриту архітектуру, може маштабуватись за рахунок додаткових модулів. Підтримує мови програмування С, С++, D та Fortran.

## Можливості

### Можливості компіляції
- Підтримка багатьох компіляторів
  - MinGW / GCC C/C++
  - Digital Mars C/C++
  - Digital Mars D (з деякими обмеженнями)
  - SDCC (Small device C compiler)
  - Microsoft Visual C++ Toolkit 2003
  - Microsoft Visual C++ Express 2005 (з обмеженнями)
  - Borland C++ 5.5
  - Watcom
  - Intel C++ compiler
  - GNU Fortran
  - GNU ARM
  - GNU GDC

- Багатопрофільні проєкти
- Підтримка робочих поверхонь
- Імпорт проєктів Dev-C++
- Імпорт проєктів і робочих поверхонь Microsoft Visual Studio

### Можливості інтерфейсу
- Підсвічування синтаксису
- Згортання блоків коду
- Автодоповнення коду
- Браузер класів
- Скриптовий двигун Squirrel
- Планувальник на кілька користувачів
- Підтримка плагінів Devpack (від Dev-C++)
- Плагін wxSmith (RAD інструмент для wxWidgets)

## Дивись також
- Anjuta
- CodeLite
- HaiQ для Qt
- QDevelop
- Scintilla
- SciTE
- wxWidgets